# Географ
Географ је научник чије је подручје проучавања географија, науке о Земљиној природној околини и људском станишту.
Иако су географи историјски познати као људи који израђују карте, израђивање карата заправо спада у подручје картографије, која чини подгрупу географије. Географ је способан да проучава не само физичке детаље околине него и учинак околине на човека и екологију, време и климу, економију и културу.
Вештине потребне да се постане географом темеље се на природним наукама, али се налазе и под утицајем друштвених наука. Модерни географ се углавном фокусира на решавање еколошких и локацијских проблема савременог друштва.
Многи модерни географи се првенствено баве картографијом и географским информационим системима. Они су често запослени у локалним, државним и федералним владиним агенцијама као и у приватном сектору еколошких и инжењерских компанија.
Географ је такође назив славне слике Јоханнеса Вермеера која се често повезује с Вермеровим Астрономом. Сматра се да обе слике представљају растући утицај и успон у проминентности научног деловања у Европи у времену њихог настанка, 1668-1669.